# Sohrab Sepehri
Sohrab Sepehri (سهراب سپهری), född 7 oktober, 1928 i Kashan, Iran, död 21 april, 1980, i Teheran, Iran, persisk poet och målare.
Sepehri betraktas som en av de främsta moderna poeterna i Iran på fri vers.
Han var även en framstående målare och konstkännare, utbildad vid universiteten i Teheran, Paris och Tokyo. Han studerade litografi vid Paris Fine Arts School. Sepehri höll en rad utställningar på gallerier och biennaler både i och utanför landet, bland annat i Tokyo (1960), São Paulo (1963), Indien (1964), Bridgehampton City, New York (1970) och Basel (1976). Hans målningar finns i dag att beskåda på Niavaranpalatset i Teheran.
Sepehris poesi präglas av naturalism och påminner detta avseende om E.E. Cummings. Hans poesi präglas även av hans mystiska förhållningssätt som är influerat av buddhism, zoroastrism och sufism. Hans sökte ett nytt språk för att uttrycka mysteriet i tillvaron och de små tingens helighet. Sepehri finns översatt till flera språk, däribland franska, italienska, engelska, spanska, ryska och svenska. De svenska tolkningarna har gjorts av Bo Utas och Namdar Nasser.
Sepehri avled på Pars sjukhuset i Teheran efter att ha insjuknat i leukemi.

## Översättningar till svenska
- Bo Utas: "Sohrab Sepehri: Vattnets fotsteg & Om Sohrab Sepehri" i tidskriften Artes, nr 17 (1991), s. 138-154
- Sohrab Sepehri: En oas i ögonblicket (tolkning av Namdar Nasser och Anja Malmberg, Stockholm, 2000)